# Anancylus papuanus
Anancylus papuanus är en skalbaggsart som beskrevs av Stefan von Breuning 1976. Anancylus papuanus ingår i släktet Anancylus och familjen långhorningar. Inga underarter finns listade i Catalogue of Life.